# Pontoirákleia
Pontoirákleia är en ort i Grekland.   Den ligger i prefekturen Nomós Kilkís och regionen Mellersta Makedonien, i den norra delen av landet, 400 km norr om huvudstaden Aten. Pontoirákleia ligger 107 meter över havet och antalet invånare är 865.
Terrängen runt Pontoirákleia är varierad. Runt Pontoirákleia är det ganska glesbefolkat, med 35 invånare per kvadratkilometer. Närmaste större samhälle är Polýkastro, 13,0 km söder om Pontoirákleia. Trakten runt Pontoirákleia består till största delen av jordbruksmark.